# Río Magro
El río Magro (en valenciano, riu Magre) es un afluente del río Júcar por su margen izquierda. Recorre una distancia de aproximadamente 126 km, extendiéndose su cuenca unos 1543,7 km² entre las comarcas de la Plana de Utiel, donde encontramos su nacimiento, la Hoya de Buñol y la Ribera Alta, donde desemboca en el río Júcar, cerca de Algemesí, por lo que es conocido también como la Rambla de Algemesí.

## Toponimia
El nombre del río Magro proviene del latín maccer, más la terminación romana -um/-crum, cuyo significado es ‘delgado, flaco o magro’, aunque históricamente ha sido conocido por varios nombres como: río Juanes, Magro (o Magre en lengua valenciana), Oleana (en la cuenca superior en tiempos árabes), Alcalá y Rambla de Algemesí. Esta diversidad de nombres refleja la heterogeneidad del río, que nunca fue una ruta homogénea en toda su extensión. 

## Recorrido

### Cuenca superior
El río Magro nace en Aliaguilla, en la sierra de Mira, a una altitud aproximada de 1100 m sobre el nivel del mar. En sus primeros tramos es conocido como "Arroyo de la Hoz" y, al pasar por La Torre, en Utiel, también se le denomina "Rambla de la Torre". Este nacimiento se encuentra en la divisoria de aguas con la cuenca del río Cabriel, lo cual marca el límite entre las provincias de Cuenca y Valencia. 
En sus primeros kilómetros, el río atraviesa un valle amplio y de pendiente suave, en una depresión tectónica de orientación norte-sur, conectándose con la depresión de Ayora, cerca del río Júcar. Esta estructura tectónica de la cuenca superior facilita la formación de suelos aluviales fértiles, fundamentales para el desarrollo agrícola en sus márgenes y en la Plana de Utiel.
La relevancia histórica de la cuenca superior se evidencia desde la época ibérica (siglos VI-I a. C.), cuando se establecieron diversos asentamientos en torno al Magro como el Cerro Santo en Requena y el Peñón de Mijares en Yátova, que muestran ocupación continua hasta la época romana. Estos asentamientos en altura y en zonas fértiles sugieren que el río Magro actuaba no solo como recurso agrícola, sino también como una vía de comunicación estratégica en el valle. Durante el período ibérico, se observa un crecimiento en la actividad productiva en el valle, que involucraba asentamientos satelitales alrededor de centros productivos.
Antes de llegar a Utiel, el Magro recibe por su margen derecha al río Madre, cuyo caudal, aunque más corto, suele superar al de la Rambla de la Torre debido a los manantiales asociados a fallas tectónicas en la región. El río Madre, que nace cerca de Camporrobles y atraviesa esta área en dirección oeste-este, se une al Magro cerca de Caudete de las Fuentes, donde los manantiales aumentan su caudal. Esta confluencia, situada a unos 725 m de altitud, se considera el inicio del curso estable del Magro, que continúa hacia el sur. Al llegar a Requena, el río cambia de dirección hacia el este, atravesando un profundo desfiladero entre las Sierras de las Cabrillas y Martés, y siguiendo su curso hacia la cuenca media.

### Cuenca media

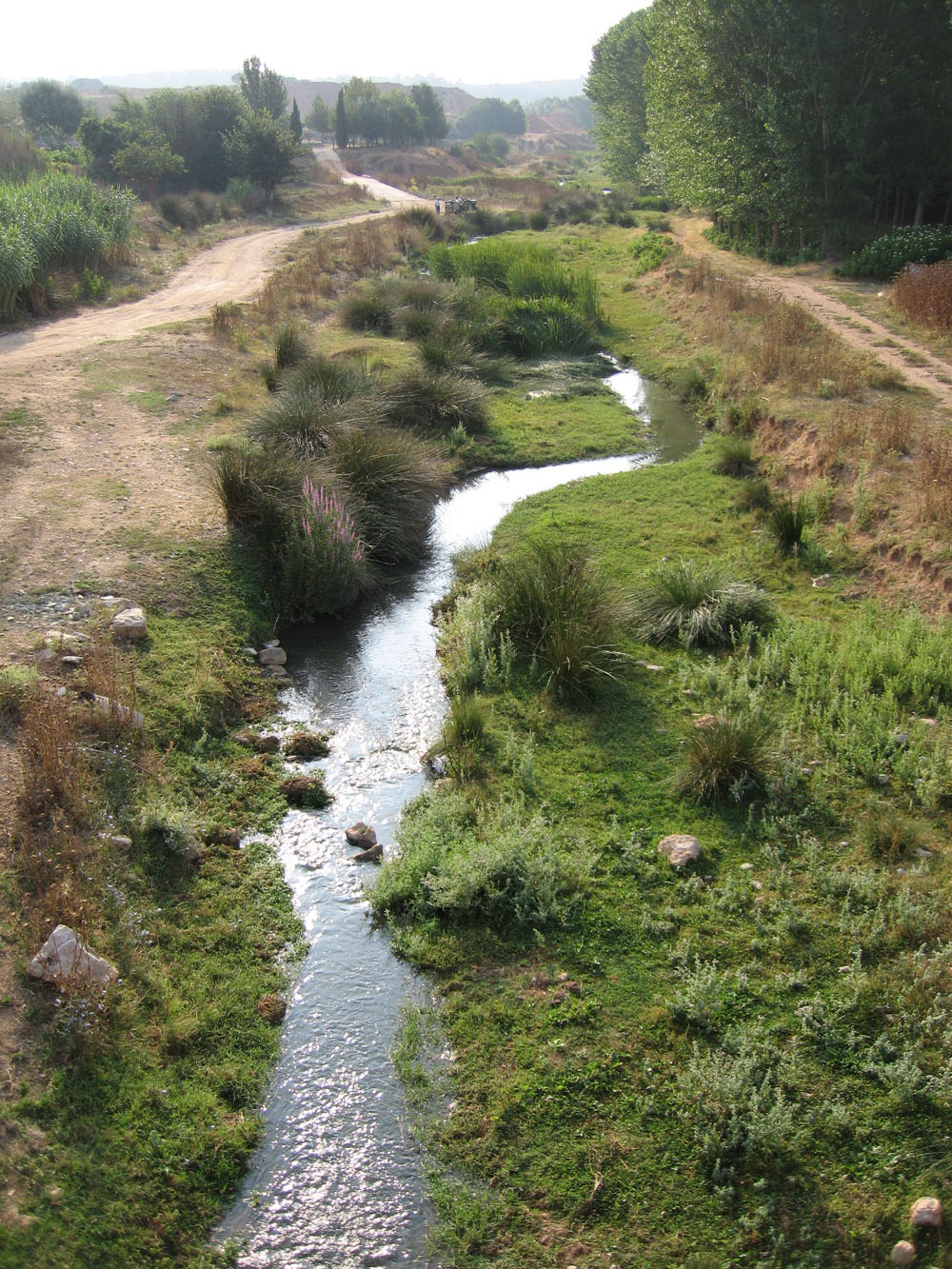
El río Magro en las inmediaciones de la ciudad de Requena.

La cuenca media del río Magro se caracteriza por un fuerte desnivel escalonado, donde se alternan los meandros encajados con breves llanuras aluviales, las cuales son ampliamente aprovechadas para la agricultura de riego. Este uso se evidencia en localidades como Real de Montroy, cuyo nombre deriva de la palabra árabe rahal, que significa terraza fluvial o vega de río, como indica Cavanilles. Estas zonas de secano son importantes en la producción vitivinícola en lugares como Turís.
A unos 5 km del desfiladero formado entre las sierras de las Cabrillas y Martés, el río Magro pasa por el Paraje Natural Municipal de Tabarla, una zona protegida en el municipio de Yátova, declarada el 30 de enero de 2007 por la Generalidad Valenciana. Este paraje de 68,42 ha alberga un denso bosque ribereño y cañones escarpados, proporcionando un hábitat natural donde se preservan la flora y fauna autóctonas y que es ideal para el senderismo.
Cinco kilómetros aguas abajo de Tabarla se encuentra el embalse de Forata, construido en 1969, con una capacidad de hasta 37 hm³. Este embalse desempeña un papel fundamental en la regulación del caudal del Magro, asegurando el riego agrícola y protegiendo contra posibles inundaciones en las áreas cercanas. En este punto, el río también recibe al río Buñol, su afluente más significativo por la izquierda, que contribuye a estabilizar y enriquecer el caudal en esta sección media del Magro.
Entre los municipios de Real de Montroy y Montroy, el río Magro forma una curva pronunciada hacia el sur, atravesando un desfiladero de dos o tres kilómetros de longitud. Este tramo presenta formaciones kársticas como campos de lapiaz y cuevas, entre las cuales destaca la Cova Fumá (término valenciano que significa "ahumada"), donde se inician las acequias principales mediante un azud. Estas acequias se ramifican para irrigar los términos municipales de Llombay, Alfarp, Catadau, Carlet y Alginet, promoviendo la agricultura de riego en la zona.
En esta sección del río también existen indicios de cambios de curso históricos. Por ejemplo, entre Catadau y Alfarp se puede observar una depresión de unos 200 metros de ancho y aproximadamente 3 metros de profundidad, que muy probablemente fue ocupada por el Magro en épocas anteriores. Estas fluctuaciones en el cauce han sido documentadas por Antonio José Cavanilles, quien menciona cómo las aguas han excavado, rellenado y modificado el terreno a lo largo de su historia:

Cada día se ven pruebas ciertas de la mutación que han causado las aguas, excavando en partes el terreno para rellenarlo después con escombros, y abrirse últimamente nuevas sendas, surcando las superficies que habían igualado (Antonio José Cavanilles).

Actualmente, la huerta de Carlet y Alginet, junto con las de La Alcudia y Guadasuar, se irrigan principalmente mediante el Canal Júcar-Turia y la Acequia Real del Júcar, que distribuyen el agua de riego a través de este fértil valle del Magro.

### Cuenca inferior
Al llegar a Llombay, el río Magro se abre en un amplio valle y su cauce se ensancha hasta alcanzar los 289 m en el punto donde el transvase Júcar-Turia cruza su curso. Este tramo del río, también conocido como la Rambla de Algemesí, mantiene un carácter torrencial que se evidencia en la acumulación de sedimentos gruesos en el lecho. La modificación de su flujo debido al embalse de Forata y las acequias de riego que este embalse alimenta han permitido una mayor sedimentación de partículas finas, suavizando su cauce y reduciendo la erosión en la cuenca baja.
En el tramo final, el Magro rodea la ciudad de Algemesí por el oeste y el sur. Esta ciudad ha sido afectada históricamente por inundaciones debido a las crecidas del río, cuya capacidad de arrastre de sedimentos y rocas disminuye al acercarse a su desembocadura. El río discurre en paralelo al Júcar durante aproximadamente un kilómetro, antes de desembocar en él a través de un canal artificial de unos 50 m de anchura. Este diseño ayuda a controlar el flujo de agua en épocas de inundación, reduciendo el impacto en áreas urbanas y agrícolas de las cercanías.
La gran anchura del cauce en la cuenca baja confirma el poder erosivo del río y su capacidad de acumulación de sedimentos, especialmente en los puntos donde la velocidad del agua disminuye, lo que limita su capacidad de arrastre. La utilización intensiva de sus aguas para riego en esta zona también influye en el caudal del río, que suele presentar un lecho seco durante el invierno.

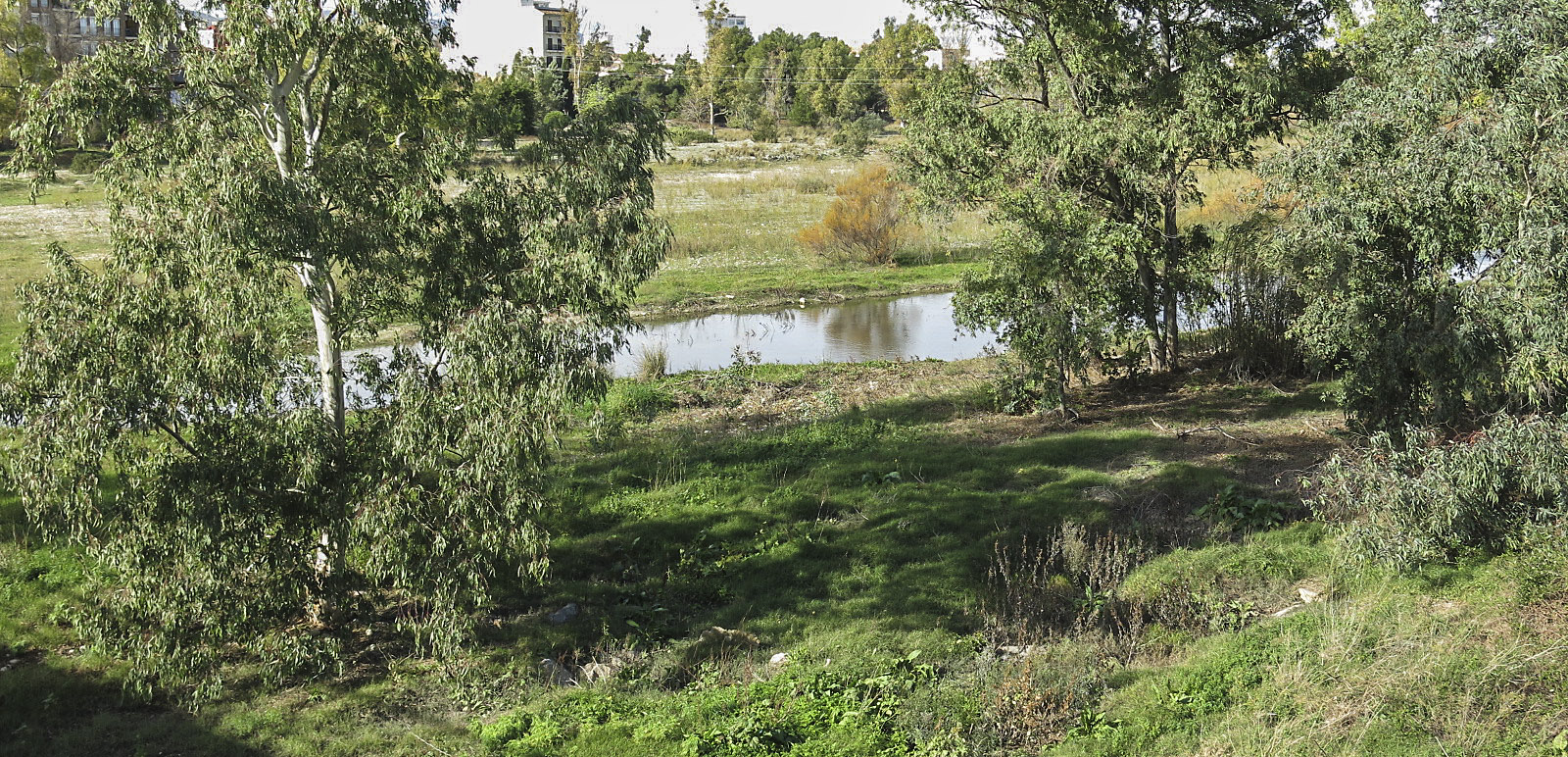
El río en Carlet
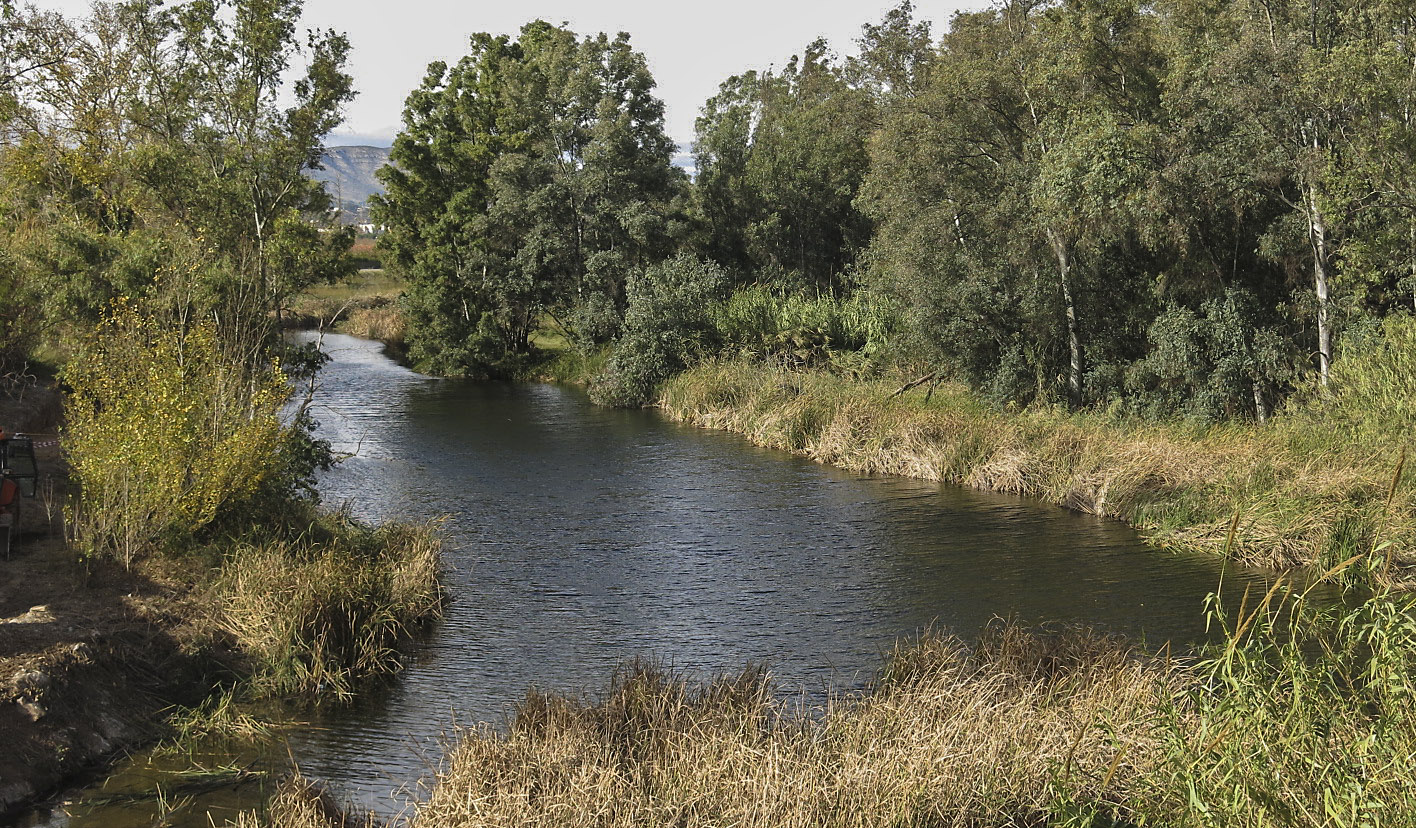
El Magro en La Alcudia (Valencia)
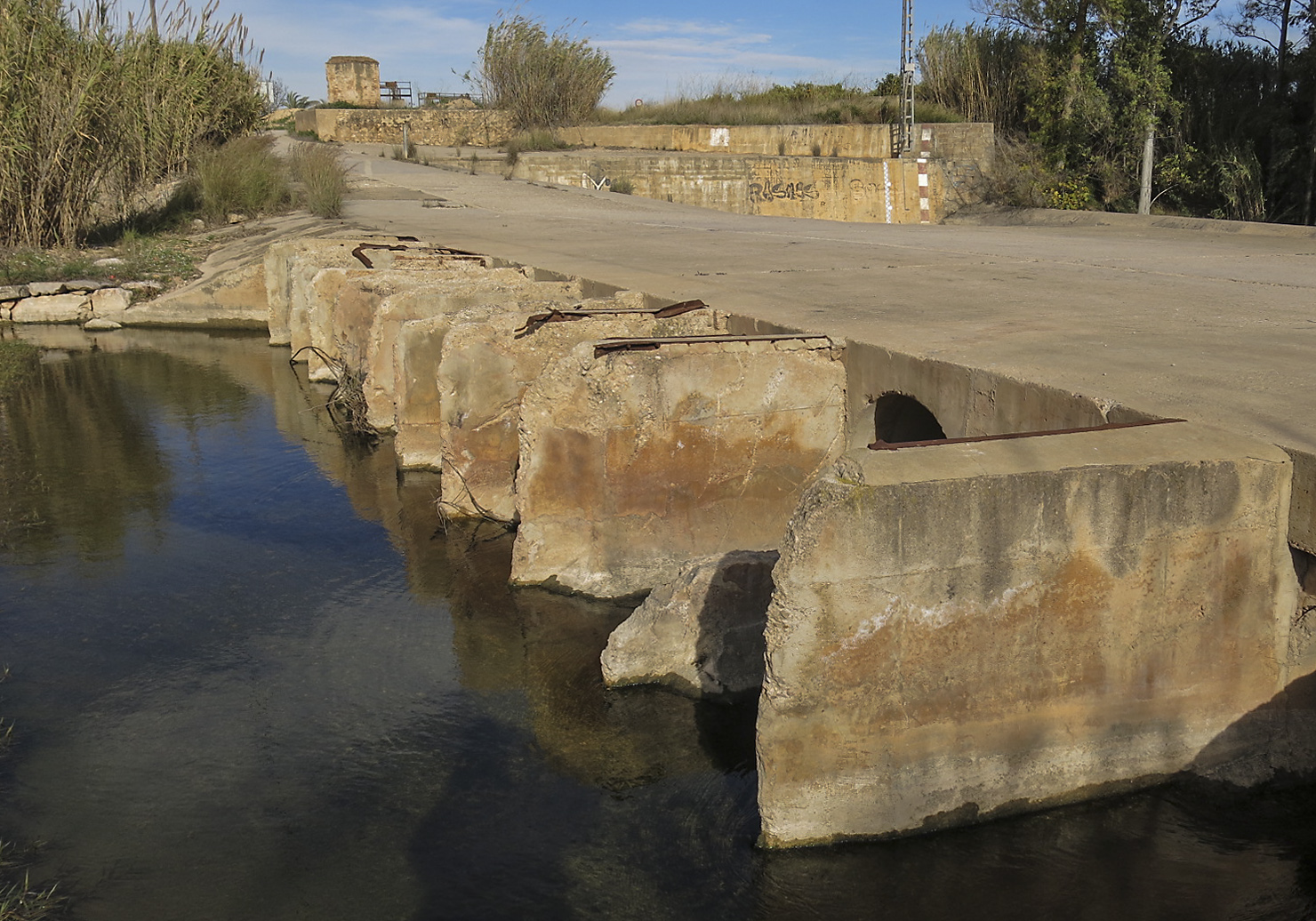
El río Magro en Guadasuar
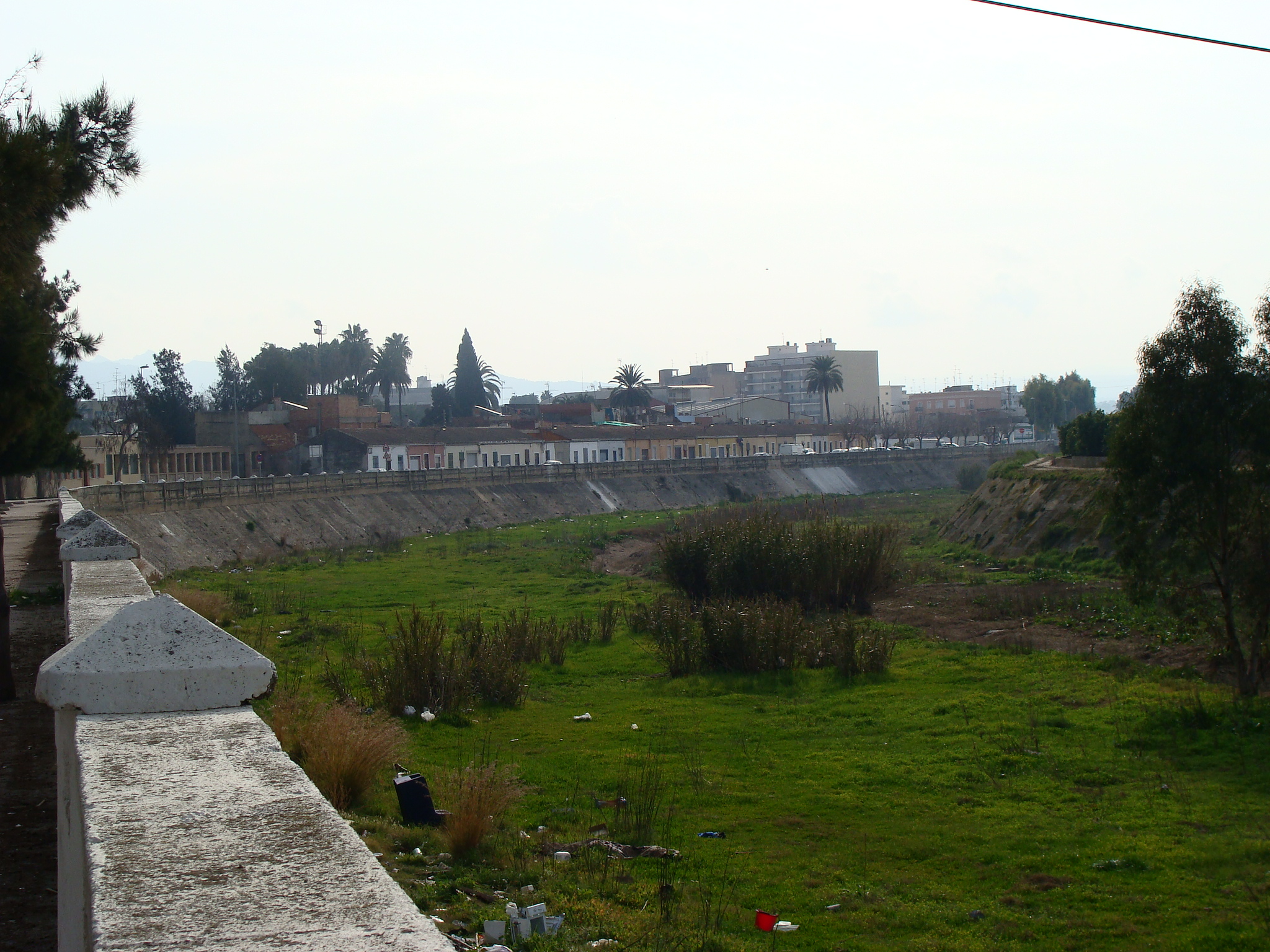
Meandro canalizado del río en Algemesí

## Historia
Durante la época ibérica (siglos VI-I a. C.), el Magro fue una importante vía de comunicación, con numerosos asentamientos estratégicos, como el pico de los Ajos y el cerro Santo en Yátova. Estos asentamientos, ubicados en zonas elevadas y fértiles, servían como centros de producción y defensa, consolidando una relación económica y social directa con el río.
En la época romana, el tramo inferior del Magro, especialmente en el "Valle de los Alcalans" hasta su desembocadura en Algemesí, fue atravesado por la Vía Augusta, la calzada más larga de la península ibérica. Este importante camino, que evitaba las zonas de llanura al seguir la margen derecha del Magro, conectaba rutas comerciales y militares. Vestigios de esta vía son visibles en algunos tramos y en mapas históricos de la Comunidad Valenciana, como el Camí de Xàtiva, que coincidía en algunos tramos con la Vía Augusta, especialmente en las proximidades de Carlet, Benimodo y Masalavés.
El Castillo dels Alcalans, construido en el siglo XI en la época taifa, se convirtió en un bastión defensivo estratégico en el valle. En 1093, fue tomado temporalmente por El Cid, y en 1129 resistió un asedio de tropas almorávides lideradas por el rebelde ‘Alí ibn Majjuz. Durante el siglo XIII, con la Reconquista, el castillo fue reconstruido y usado para proteger las nuevas comunidades cristianas, junto con otros castillos como los de Montroi y Aledua.

### Deterioro y conservación
En el siglo XX, el río Magro experimentó un notable deterioro ambiental debido a la industrialización, especialmente por los vertidos de fábricas de madera y cooperativas vinícolas en la cuenca media-alta. Este deterioro impulsó proyectos de restauración como el “Proyecto de Restauración del Río Magro a su paso por Requena” y la “Regeneración Medioambiental del lecho del río Magro” entre Caudete de las Fuentes y el embalse de Forata. Estas iniciativas incluyeron limpieza del cauce y revegetación de las riberas, mejorando la calidad del agua y la biodiversidad.

### Desbordamientos y gestión de inundaciones
El río Magro presenta un carácter torrencial que ha provocado problemas de desbordamientos en numerosas ocasiones. En marzo de 2022, lluvias intensas dejaron hasta 279 l/m2 en solo 24 horas, lo que causó el desbordamiento del Magro y cortes en la carretera N-III en Utiel. En las localidades de Algemesí y Guadassuar, el caudal del río llegó a alcanzar los 400 m3/s, causando importantes daños en áreas urbanas y agrícolas y movilizando planes de emergencia.
Más recientemente, el 29 de octubre de 2024, una DANA (Depresión Aislada en Niveles Altos) afectó gravemente la Comunidad Valenciana, provocando graves inundaciones en toda la cuenca del río Magro, tanto en el curso alto, en la comarca de Requena-Utiel, como en su curso bajo, en la Ribera Alta. El desbordamiento del Magro movilizó al Centro de Coordinación Operativa Municipal (Cecopal) en varias localidades, que implementaron medidas de emergencia para reducir el riesgo en zonas especialmente vulnerables, como el Huerto de Mulet y el área de Algemesí.
La Confederación Hidrográfica del Júcar (CHJ) ha implementado programas de gestión de inundaciones que incluyen la laminación de caudales mediante el embalse de Forata y la creación de zonas de amortiguación en las márgenes del Magro. Estas medidas buscan mitigar el impacto de las crecidas en áreas urbanas y agrícolas, protegiendo especialmente las zonas vulnerables en época de lluvias torrenciales.